# Kaiwhekea katiki
La kaiwhekea (Kaiwhekea katiki) è un rettile marino estinto, appartenente al gruppo dei plesiosauri. Visse nel Cretaceo superiore (Maastrichtiano, circa 70 milioni di anni fa), e i suoi resti sono stati ritrovati in Nuova Zelanda.

## Descrizione
L'aspetto generale di questo animale era simile a quello dei tipici plesiosauri: collo lungo, testa piccola, corpo corto e tarchiato, quattro zampe a forma di pinne e coda corta. Il cranio, però, era piuttosto particolare: corto e alto, era dotato di una struttura robusta e di denti corti e sottili; quando la bocca era chiusa, questi dovevano finire per intersecarsi tra loro.  Il collo era mobile e permetteva all'animale di esercitare una notevole varietà di movimenti in tutte le direzioni, anche se non paragonabile a quella dei serpenti. Le dimensioni dell'animale erano notevoli, e in vita doveva raggiungere la lunghezza di sette metri.

## Classificazione
La kaiwhekea, descritta per la prima volta da Cruickshank e Fordyce nel 2002, è stata inizialmente classificata nella famiglia dei criptoclididi, un gruppo di plesiosauri dal cranio caratteristico tipici del Giurassico inglese. La dentatura era quella di un tipico criptoclidide; la presenza di Kaiwhekea in terreni del Cretaceo superiore della Nuova Zelanda suggerì quindi che questi animali sopravvissero per molti milioni di anni nel sud del mondo, come comprovato da altri resti di animali simili (Morturneria e Aristonectes). Ulteriori studi, però, indicarono che Kaiwhekea e i suoi stretti parenti erano parte di un clade specializzato di elasmosauridi noto come Aristonectinae, i cui membri erano dotati di denti simili a quelli degli antichi criptoclididi (Otero et al., 2016).

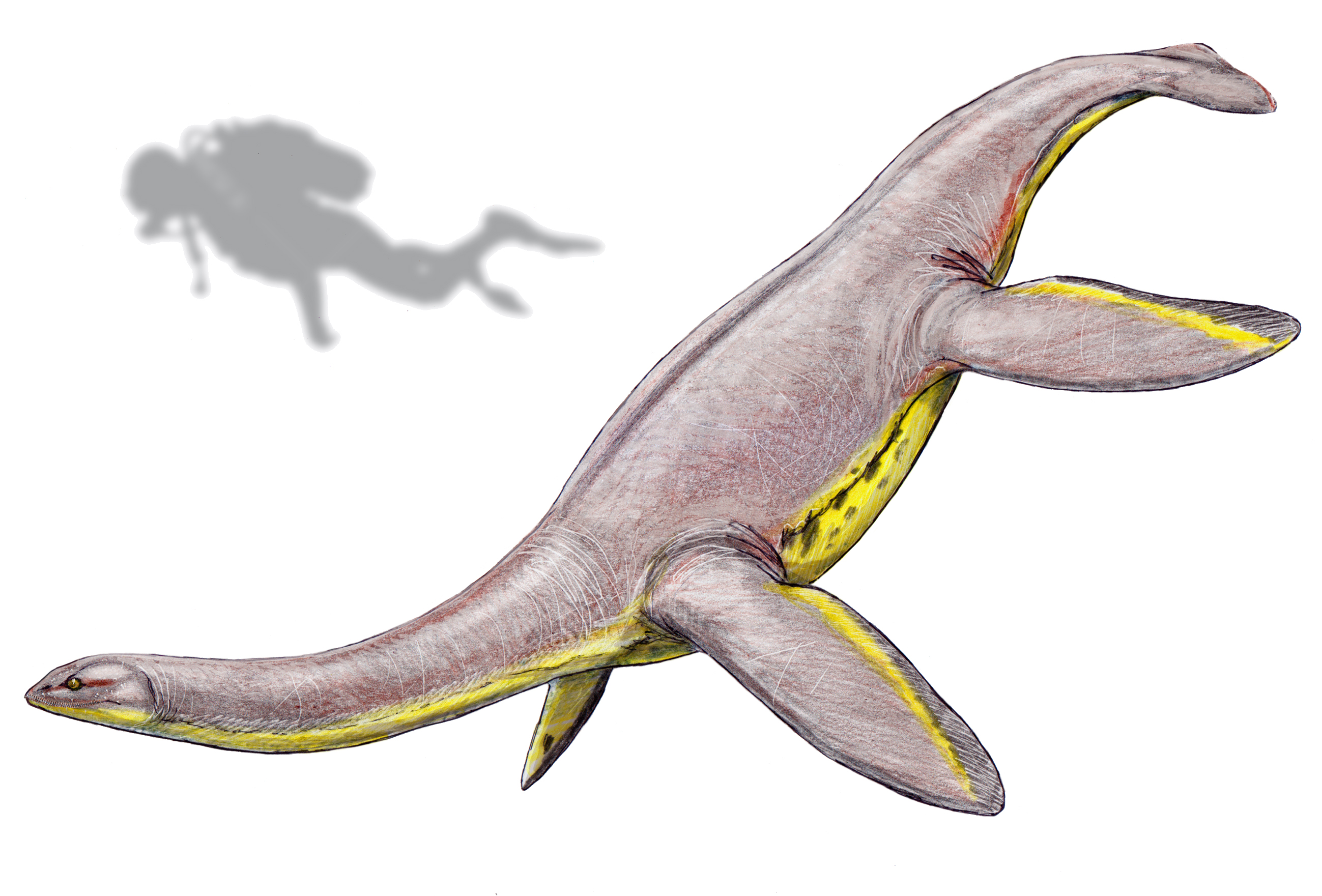
Kaiwhekea a confronto con un uomo

## Stile di vita
A causa della morfologia del collo e della testa di questo animale, gli studiosi ritengono che fosse un predatore di animali di taglia media come pesci e cefalopodi (da qui il nome Kaiwhekea, che in Maori significa “mangiatore di calamari”). Le orbite di questo animale erano notevolmente grandi, e ciò suggerirebbe che il suo habitat fosse costituito da acque di profondità dove la luce scarseggiava.